# Penn Square Bank
Penn Square Bank è stata una banca commerciale statunitense con sede a Oklahoma City, attiva dal 1960 fino al suo fallimento nel 1982. La sua crisi ha avuto un impatto sistemico sul settore bancario statunitense e ha contribuito indirettamente al collasso della Continental Illinois Bank.

## Attività e crescita
La banca si espanse rapidamente durante gli anni '70, approfittando del boom del settore energetico, in particolare nel mercato del petrolio e del gas in Oklahoma e Texas. Il suo modello di business si basava sull'emissione aggressiva di prestiti ad alto rischio a piccole e medie imprese del settore energetico, spesso senza adeguate garanzie o controlli del merito creditizio.
Penn Square vendette una gran parte di questi prestiti a banche più grandi, in particolare alla Continental Illinois National Bank di Chicago, tramite operazioni di partecipazione (loan participations).

## Crisi e fallimento
Nel luglio del 1982, a seguito del crollo del prezzo del petrolio e del deterioramento del valore dei prestiti concessi, la banca non fu più in grado di onorare le proprie obbligazioni. Il 5 luglio 1982 la FDIC dichiarò la banca insolvente e ne gestì la chiusura.
Fu uno dei più grandi fallimenti bancari degli Stati Uniti fino ad allora. Al momento del fallimento:
- Aveva circa 470 milioni di dollari in depositi non assicurati.
- Aveva venduto prestiti per miliardi di dollari ad altre banche, in particolare alla Continental Illinois, la quale ne subì gravi conseguenze finanziarie.[3]

## Impatto
Il fallimento di Penn Square segnò un punto di svolta per la regolamentazione bancaria:
- Mise in evidenza i rischi delle partecipazioni su prestiti non verificati.
- Portò alla riforma della gestione del rischio nelle banche commerciali.
- Fu uno dei precursori della successiva crisi delle Savings & Loan (crisi S&L degli anni '80).

## Eredità
Penn Square è oggi considerata un esempio emblematico di rischio sistemico generato da una piccola banca attraverso una cattiva gestione del credito e la vendita massiccia di prestiti tossici. Le conseguenze del suo fallimento influenzarono le politiche di vigilanza bancaria nei decenni successivi.